# Oued El Heimer
Oued El Heimer (arabiska: واد الحيمر) är en ort i Marocko, som i folkräkningen räknas som stad i landskommunen Tiouli. Den ligger i provinsen Jerada och regionen Oriental, 500 km öster om huvudstaden Rabat. Antalet invånare var 1 282 vid folkräkningen 2014.